# Локирхен
Локирхен (њем. Lohkirchen) општина је у њемачкој савезној држави Баварска. Једно је од 31 општинског средишта округа Милдорф ам Ин. Према процјени из 2010. у општини је живјело 694 становника. Посједује регионалну шифру (AGS) 9183125.

## Географски и демографски подаци
Локирхен се налази у савезној држави Баварска у округу Милдорф ам Ин. Општина се налази на надморској висини од 490 метара. Површина општине износи 14,9 km². У самом мјесту је, према процјени из 2010. године, живјело 694 становника. Просјечна густина становништва износи 47 становника/km².